# 罗伯托·巴尔尼亚
罗伯托·巴尔尼亚（義大利語：Roberto Bargna，1972年4月7日—），意大利男子自行车运动员。他曾代表意大利参加2012年夏季残疾人奥林匹克运动会自行车比赛，获得男子公路赛C1-3级金牌。